# روابط اسرائیل و بوتان
روابط بوتان و اسرائیل به روابط دیپلماتیک بین بوتان و اسرائیل اشاره دارد. اسرائیل و بوتان در اواخر سال ۲۰۲۰ با امضای توافق‌نامه ای بین سفرای کشورهای مربوطه در هند، یک رابطه رسمی را آغاز کردند. اسرائیل پنجاه و چهارمین کشوری است که بوتان با آن روابط برقرار کرده‌است. براساس گزارش‌ها، دو کشور از سال ۱۹۸۲ رابطه غیررسمی شدیدی داشته‌اند و چندین سال پیش از اعلام رسمی در مذاکرات مخفی بوده‌اند.